# Gemeindezentrum Apostel Petrus (Berlin-Märkisches Viertel)

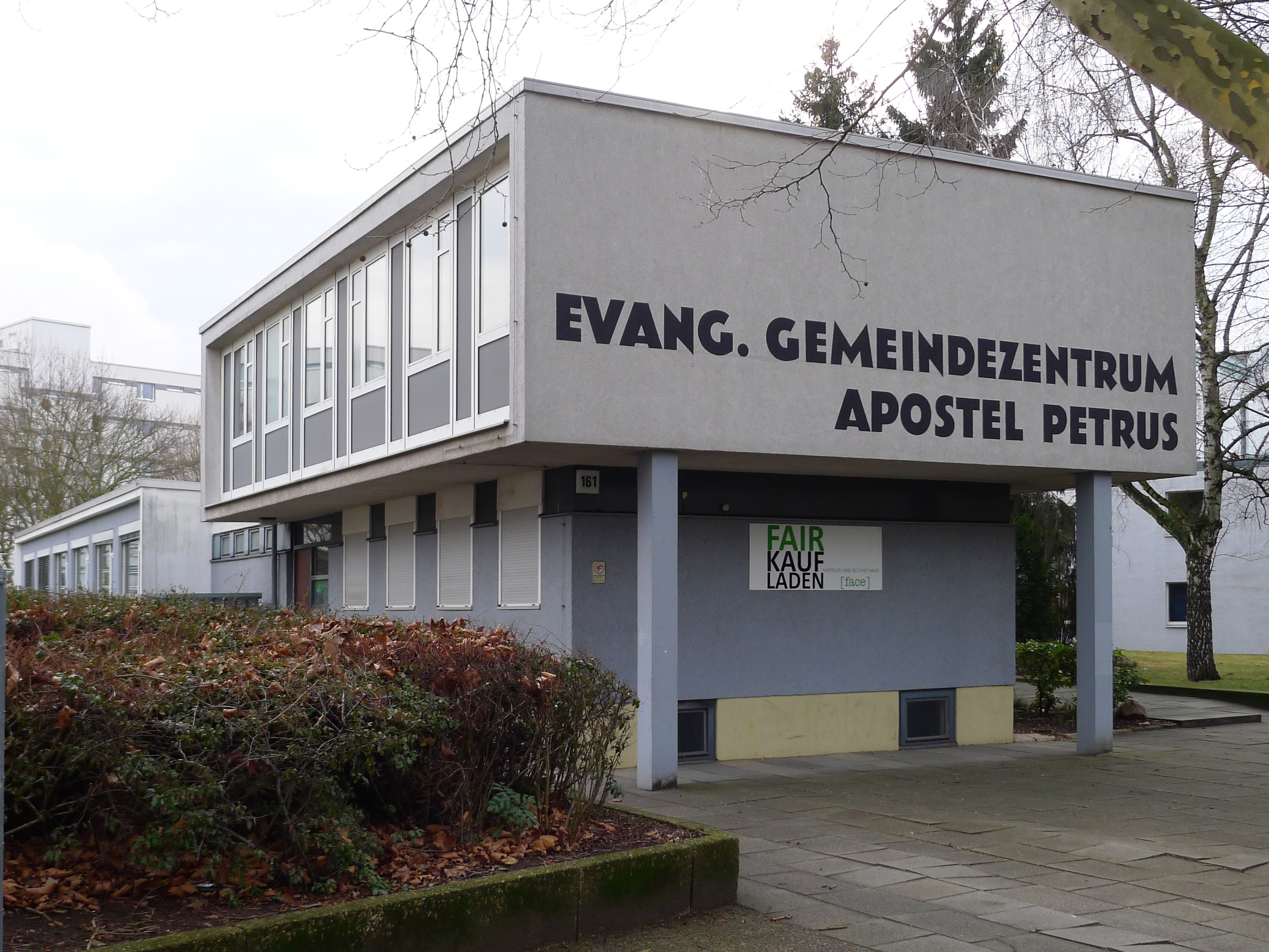
Gemeindezentrum Apostel Petrus

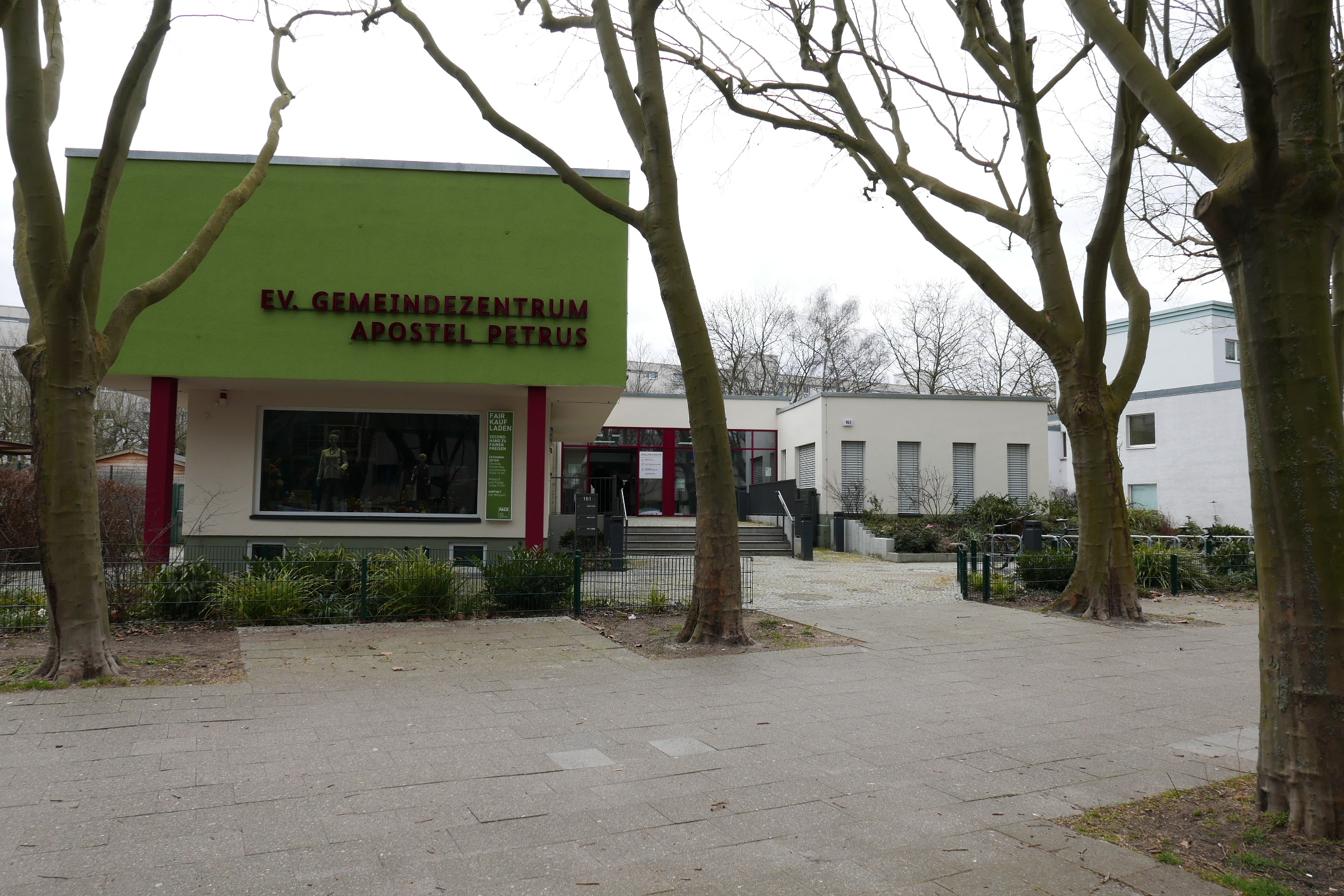
Gemeindezentrum nach dem Umbau 2020

Das evangelische Gemeindezentrum Apostel Petrus (ⓘ), entworfen vom Architekt Günter Behrmann, steht am Wilhelmsruher Damm 161 im Berliner Ortsteil Märkisches Viertel des Bezirks Reinickendorf.

## Beschreibung
Die Apostel-Petrus-Gemeinde wurde 1963 von der Gemeinde der Dorfkirche Wittenau abgetrennt. Der Gebäudekomplex entstand in mehreren Bauabschnitten 1961 bis 1963 als erste kirchliche Einrichtung im Märkischen Viertel, noch bevor mit dem Bau der Wohnhochhäuser begonnen wurde. Er gliedert sich in zwei rechtwinklig zueinander angeordnete Gebäudetrakte. In der Tiefe des Grundstücks steht der Kirchsaal, ein mit einem fensterlosen Sheddach bedeckter Stahlbetonskelettbau, davor liegt die Eingangshalle. Der flachgedeckte Gebäudetrakt mit dem Gemeindesaal, Gruppenräumen und Wohnungen ist zweigeschossig. Eine Kirche ohne Glockenturm ist nicht leicht zu erkennen. Der Innenraum hat aber mit einem mehrteiligen, großflächigen Buntglasfenster und einem großen Holzkreuz an der Stirnwand eine kirchliche Prägung.